# 6 avril en sport
6 mars 6 mai
Chronologies thématiques
- Croisades
- Ferroviaires
- Disney

Le 6 avril (96e jour de l'année ou 97e en cas d'année bissextile) en sport.

## Événements

### XIXesiècle
- 1870 :
  - (Aviron) : The Boat Race entre les équipes universitaires d'Oxford et de Cambridge. Cambridge s'impose[1].
- 1877 :
  - (Golf) : Jamie Anderson remporte l'Open britannique à Musselburgh Links[2].
- 1896 :
  - (JO) : cérémonie d'ouverture des premiers Jeux olympiques de l'ère moderne à Athènes en Grèce.

### XXesièclede1901à1950
- 1919 :
  - (Football) : le CASG Paris remporte la finale de la Coupe de France.
- 1930 :
  - (Sport automobile) : au Grand Prix automobile de Monaco, victoire du Français René Dreyfus sur une Bugatti.
- 1935 :
  - (Aviron) : The Boat Race entre les équipes universitaires d'Oxford et de Cambridge. Cambridge s'impose.

### XXesièclede1951à2000
- 1974 :
  - (Aviron) : The Boat Race entre les équipes universitaires d'Oxford et de Cambridge. Oxford s'impose.
- 1985 :
  - (Aviron) : The Boat Race entre les équipes universitaires d'Oxford et de Cambridge. Oxford s'impose.
- 1996 :
  - (Aviron) : The Boat Race entre les équipes universitaires d'Oxford et de Cambridge. Cambridge s'impose.
- 1997 :
  - (Football) : la Juventus humilie Milan AC 1-6 à San Siro et s'envole vers un nouveau titre de champion d'Italie.

### XXIesiècle
- 2003 :
  - (Aviron) : The Boat Race entre les équipes universitaires d'Oxford et de Cambridge. C'est Oxford qui gagne d’un pied (30,48 centimètres), la plus petite marge de victoire de l'histoire de l'événement[3].
  - (Athlétisme) : au Marathon de Paris, victoire chez les hommes de Mike Rotich (Kenya) en 2 h 6 min 33 s et chez les femmes de Laetitia Vuylsteke (France) en 2 h 42 min 43 s.
  - (Formule 1) : Grand Prix du Brésil.
- 2008 :
  - (Cyclisme sur route) : le champion de Belgique Stijn Devolder (Quick Step) remporte la 92e édition du Tour des Flandres devant son compatriote Nick Nuyens (Cofidis, 2e) et l'Espagnol Juan Antonio Flecha (Rabobank, 3e).
  - (Formule 1) : au Grand Prix de Bahreïn victoire du Brésilien Felipe Massa sur une Ferrari.
- 2014 :
  - (Aviron) : The Boat Race entre les équipes universitaires d'Oxford et de Cambridge. C'est Oxford qui s'impose.
  - (Athlétisme) : au Marathon de Paris, victoire chez les hommes de l'Éthiopien Kenenisa Bekele en 2 h 05 min 04 s et de la Kényane Flomena Cheyech en 2 h 22 min 42 s chez les femmes.
  - (Cyclisme sur route) : le Suisse Fabian Cancellara remporte son 3e Tour des Flandres en devançant au sprint trois coureurs belges, Greg Van Avermaet, Sep Vanmarcke et Stijn Vandenbergh.
  - (Tennis) : en quart de finale de la Coupe Davis, la République tchèque bat le Japon 5-0, la France bat l'Allemagne 3-2, l'Italie s'impose face à la Grande-Bretagne 3-2 et la Suisse gagne 3-2 face au Kazakhstan.
  - (Formule 1) : au Grand Prix de Bahreïn, victoire du Britannique Lewis Hamilton sur une Mercedes.

## Naissances

### XIXesiècle
- 1853 :
  - Emil Jellinek, pilote de courses automobile puis Consul, diplomate, homme d'affaires austro-hongrois, initiateur de la marque Mercedes. († 21 janvier 1918).
- 1878 :
  - John Hunter, footballeur écossais. (1 sélection en équipe nationale). († 12 janvier 1966).
- 1881 :
  - Karl Staaf, tireur à la corde suédois. Champion olympique aux Jeux de Paris 1900. († 15 février 1953).
- 1883 :
  - Charlie Roberts, footballeur anglais. (3 sélections en équipe nationale). († 7 août 1939).
- 1884 :
  - J. G. Parry-Thomas, pilote de courses automobile britannique. Détenteur du Record de vitesse terrestre du 27 avril 1926 au 4 février 1927. († 3 mars 1927).
- 1885 :
  - Arthur Brown, footballeur anglais. (2 sélections en équipe nationale). († 27 juin 1944).
  - Jules Goux, pilote de courses automobile français. Vainqueur des 500 miles d'Indianapolis 1913. († 6 mars 1965).
- 1887 :
  - Georges Sérès, cycliste sur piste français. Champion du monde de cyclisme sur piste du demi-fond 1920. († 26 juin 1951).
- 1888 :
  - William Bailey, cycliste sur piste britannique. Champion du monde de cyclisme sur piste de la vitesse amateur 1909, 1910, 1911 et 1913. († 12 février 1971).

### XXesièclede1901à1950
- 1903 :
  - Mickey Cochrane, joueur de baseball puis directeur sportif américain. († 28 juin 1962).
- 1906 :
  - Robert Jacquet, rameur français. Médaillé de bronze en deux de couple aux CE d'aviron 1935. († 7 septembre 1970).
  - Victoriano Zorrilla, nageur argentin. Champion olympique du 400 m nage libre aux Jeux d'Amsterdam 1928. († 23 avril 1986).
- 1909 :
  - Hermann Lang, pilote de F1 et de courses automobile d'endurance allemand. Vainqueur des 24 Heures du Mans 1952. († 19 octobre 1987).
- 1934 :
  - Anton Geesink, judoka puis dirigeant sportif néerlandais. Champion olympique toutes catégories aux Jeux de Tokyo 1964. Champion du monde de judo toutes catégories 1961 et des -80 kg 1965. Champion d'Europe de judo 1e dan 1952, toutes catégories et par équipes 1953, toutes catégories 1954, 3e dan 1955, 4e dan et toutes catégories 1957 puis 1958, des +80 kg et toutes catégories 1959, 1962, 1963 et 1964, des +80 kg, toutes catégories et par équipes 1960 et 1961. Membre du CIO de 1987 à 2010. († 27 août 2010).
- 1947 :
  - Oswaldo Piazza, footballeur puis entraîneur et dirigeant sportif argentin. (15 sélections en équipe nationale).
- 1948 :
  - Charles Rouxel, cycliste sur route français.

### XXesièclede1951à2000
- 1951 :
  - Bert Blyleven, joueur de baseball américain.
- 1952 :
  - Michel Larocque, hockeyeur sur glace puis dirigeant sportif canadien. († 29 juillet 1992).
- 1953 :
  - Marc Berdoll, footballeur français. (16 sélections en équipe de France).
- 1957 :
  - Maurizio Damilano, athlète de marche athlétique italien. Champion olympique du 20 km aux Jeux de Moscou 1980, médaillé de bronze du 20 km aux Jeux de Los Angeles 1984 puis aux Jeux de Séoul 1988. Champion du monde d'athlétisme du 20 km 1987 et 1991.
- 1959 :
  - Pietro Vierchowod, footballeur italien. Champion du monde de football 1982. Vainqueur de la Coupe d'Europe des vainqueurs de coupe 1990 et de la Ligue des champions 1996. (45 sélections en équipe nationale).
- 1964 :
  - René Eijkelkamp, footballeur néerlandais. (6 sélections en équipe nationale).
- 1965 :
  - Amedeo Carboni, footballeur puis dirigeant sportif italien. Vainqueur de la Coupe d'Europe des vainqueurs de coupe 1990 et de la Coupe UEFA 2004. (18 sélections en équipe nationale).
  - Rica Reinisch, nageuse est-allemande puis allemande. Championne olympique du 100 et 200 m dos puis du 4 × 100 m 4 nages aux Jeux de Moscou 1980
  - Lieve Slegers, athlète de fond belge.
  - Konstantin Zhiltsov, copilote automobile de rallye-raid soviétique puis russe.
- 1969 :
  - Philipp Peter, pilote de courses automobile autrichien.
  - Joël Smets, pilote de motocross belge. Champion du monde de motocross 500 cm3 1995, 1997, 1998 et 2000. (57 victoires en grand prix).
- 1970 :
  - Olaf Kölzig, hockeyeur sur glace allemand.
- 1971 :
  - Patrick Cazal, handballeur puis entraîneur français. Champion du monde de handball masculin 1995 et 2001 puis médaillé de bronze aux Mondiaux de handball masculin 1997 et 2003. Vainqueur de la Coupe EHF 2005. (171 sélections en équipe de France).
- 1972 :
  - Dickey Simpkins, basketteur américain.
- 1973 :
  - Sun Wen, footballeuse chinoise. Médaillée d'argent aux Jeux d'Atlanta 1996. (170 sélections en équipe nationale).
- 1974 :
  - Robert Kovač, footballeur germano-croate. (84 sélections avec l'équipe de Croatie).
- 1975 :
  - Hal Gill, hockeyeur sur glace américain.
- 1976 :
  - Roberto Parra, athlète de demi-fond espagnol.
  - Bruce Reihana, joueur de rugby néo-zélandais. Vainqueur du Challenge européen 2009. (2 sélections en équipe nationale).
- 1978 :
  - Igor Semchov, footballeur russe. (57 sélections en équipe nationale).
- 1979 :
  - Alain Nkong, footballeur camerounais. (23 sélections en équipe nationale).
- 1980 :
  - Vera Carrara, cycliste sur piste italienne. Championne du monde de cyclisme sur piste de course aux points 2005 et 2006.
  - Tanja Poutiainen, skieuse alpine finlandaise. Médaillée d'argent du géant aux Jeux de Turin 2006.
- 1981 :
  - Robert Earnshaw, footballeur gallois. (58 sélections en équipe nationale).
  - Lucas Matías Licht, footballeur argentin.
- 1982 :
  - Gregory Franchi, pilote de courses automobile belge.
  - Travis Moen, hockeyeur sur glace canadien.
  - Adam Raga, pilote de trial espagnol.
  - Wim De Decker, footballeur belge. (1 sélection en équipe nationale).
- 1984 :
  - Michaël Ciani, footballeur français. (1 sélection en équipe de France).
  - Lamont Hamilton, basketteur américain.
- 1985 :
  - Kate Jacewicz, arbitre de football australienne.
  - Clarke MacArthur, hockeyeur sur glace canadien.
- 1986 :
  - Aaron Curry, joueur de foot U.S. américain.
  - Vincent Gauthier-Manuel, skieur handisport français. Médaillé d'argent du super-G, du super-combiné et médaillé de bronze de la descente aux Jeux de Vancouver 2010 puis champion olympique du slalom géant, médaillé d'argent du slalom et médaillé de bronze de la descente aux Jeux de Sotchi 2014.
  - Bryce Moon, footballeur sud-africain. (17 sélections en équipe nationale).
- 1987 :
  - Benjamin Corgnet, footballeur français.
  - Robin Haase, joueur de tennis néerlandais.
  - Stéphane Rossetto, cycliste sur route français.
- 1988 :
  - Francois Hougaard, joueur de rugby sud-africain. (35 sélections en équipe nationale).
  - Mike Matczak, hockeyeur sur glace américain.
  - Aaron Maybin, joueur de foot U.S. américain.
  - Fabrice Muamba, footballeur congolais puis anglais.
- 1989 :
  - Djamel Bakar, footballeur franco-comorien. (2 sélections avec l'équipe des Comores).
  - Thomas Guerbert, footballeur français.
- 1990 :
  - Merlin Tandjigora, footballeur gabonais. (28 sélections en équipe nationale).
  - Johanna Westberg, handballeuse suédoise. (47 sélections en équipe nationale).
- 1993 :
  - Spencer Dinwiddie, basketteur américain.
  - Hanna Klein, athlète de fond et de demi-fond allemand.
- 1994 :
  - Braian Angola-Rodas, basketteur colombien.
- 1996 :
  - Ilias Bergal, joueur de rugby à XIII français. (1 sélection en équipe de France).
- 1997 :
  - Léa Labrousse, trampoliniste française. Médaillée d'argent en synchro aux Mondiaux 2022. Championne d'Europe de trampoline en synchro 2016, médaillée d'argent par équipes en 2018, d'argent en individuelle et de bronze par équipes en 2021 puis en individuelle en 2022.
- 1998 :
  - Signe Bruun, footballeuse danoise. Victorieuse de la Ligue des champions féminine 2022. (34 sélections en équipe nationale).
  - Nahuel Molina, footballeur argentin. Champion du monde de football 2022. Vainqueur de la Copa América 2021. (27 sélections en équipe nationale).
  - Micah Potter, basketteur américain.
  - Jules Rambaut, basketteur français.
- 1999 :
  - Luka Nioradze, joueur international géorgien de rugby à XV.
- 2000 :
  - Louis Barré, cycliste sur route français.
  - Josh Eccles, footballeur anglais.

### XXIesiècle
- 2001 :
  - Kira Lewis Jr., basketteur américain.
  - Moritz Seider, hockeyeur sur glace allemand. (13 sélections en équipe nationale).
- 2002 :
  - Armin Gigović, footballeur bosnien.
- 2004 :
  - Hlynur Freyr Karlsson, footballeur islandais.
  - Léo Mana, footballeur brésilien.
- 2005 :
  - Isaac Babadi, footballeur néerlandais.
  - Luka Parkadze, footballeur géorgien.
- 2006 :
  - Ayman Ennair, footballeur marocain.

## Décès

### XXesièclede1901à1950
- 1908 :
  - Walter Bennett, 33 ou 34 ans, footballeur anglais. (2 sélections en équipe nationale). (° ? avril 1874).
- 1936 :
  - Billy Beats, footballeur anglais. (2 sélections en équipe nationale). (° 13 novembre 1871).
- 1947 :
  - Pascal Laporte, 70 ans, joueur de rugby français. (° 13 avril 1876).
- 1950 :
  - Louis Wilkins, 67 ans, athlète de sauts américain. Médaillé d'argent de la perche aux Jeux de Saint-Louis 1904. (° 10 décembre 1882).
- 1958 :
  - Georges Thurnherr, 71 ans, gymnaste français. Médaillé de bronze du concours par équipes aux Jeux d'Anvers 1920. (° 16 avril 1886).

### XXesièclede1951à2000
- 1965 :
  - Gustave Pasquier, 87 ans, cycliste sur route français. (° 7 octobre 1877).
- 1972 :
  - Maurice Cottenet, 77 ans, footballeur puis entraîneur français. (18 sélections en équipe de France). (° 11 février 1895).
- 1980 :
  - Olivier Chevallier, 31 ans, pilote de vitesse moto français. (° 6 février 1949).
- 1986 :
  - Raimundo Orsi, 84 ans, footballeur argentino-italien. Médaillé d'argent aux Jeux d'Amsterdam 1928. Champion du monde de football 1934. Vainqueur de la Copa América 1927. (13 sélections avec l'équipe d'Argentine et 35 avec l'équipe d'Italie). (° 2 décembre 1901).
- 1991 :
  - Bill Ponsford, 90 ans, joueur de cricket australien. (29 sélections en test cricket). (° 19 octobre 1900).
- 1998 :
  - Rudy Dhaenens, 36 ans, cycliste sur route belge. Champion du monde de cyclisme de la course en ligne 1990. (° 10 avril 1961).

### XXIesiècle
- 2015 :
  - Dollard St-Laurent, 85 ans, hockeyeur sur glace canadien. (° 12 mai 1929).
- 2019 :
  - Olli Mäki, 82 ans, boxeur finlandais. (° 22 décembre 1936).